# Lust in Space
Pour plus de détails, voir Fiche technique et Distribution.
Lust in Space (Luxure dans l'espace) est un film érotique américain écrit et réalisé par Dean McKendrick, sorti en 2015 directement en vidéo et produit par les studios Retromedia Entertainment.

## Synopsis
Une astronaute sexy fait de nombreuses heures supplémentaires pour impressionner ses patrons, dans l'espoir de gagner une place sur la prochaine mission de la navette spatiale. Mais des espions étrangers comptent utiliser la navette pour transporter des armes secrètes.

## Fiche technique
- Titre : Lust in Space / Naked in Space
- Réalisateur : Dean McKendrick
- Scénario : Dean McKendrick
- Société de distribution : Retromedia Entertainment
- Format : Couleurs
- Durée : 81 minutes
- Langue : anglais américain
- Lieux de tournage : Los Angeles, Californie, États-Unis
- Pays :  États-Unis
- Date de sortie : 4 avril 2015 aux États-Unis

## Distribution
- Jazy Berlin : Susan
- Mary Carey : Stevens
- Karlie Montana : Sasha
- Cassandra Cruz : Sam
- Brandon Ruckdashel : Marty
- Daniel Hunter : Pete
- Michael Gaglio : Johnson
- Danny Mountain : Brad
- Sergio Kardenas : Nicoli